# Basilica di San Lorenzo Martire (Verolanuova)
La basilica di San Lorenzo Martire (o anche "chiesa di San Lorenzo Diacono Martire", o solo "chiesa/basilica di San Lorenzo") è la parrocchiale di Verolanuova in provincia di Brescia. Risale al XVI secolo ed è stata elevata alla dignità di basilica minore nel 1971.

## Storia

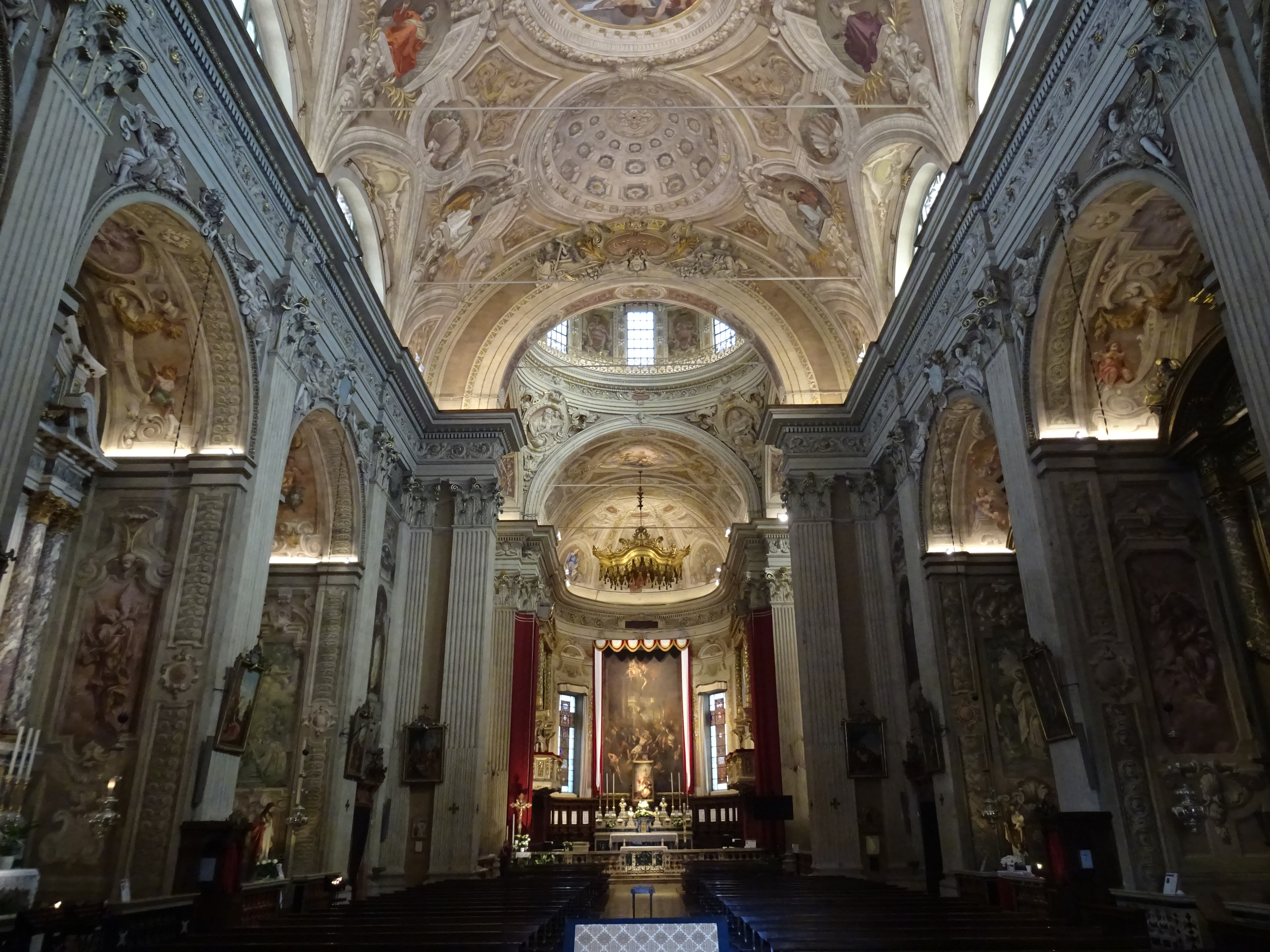
Interno

La chiesa venne edificata nella parte più elevata di Verolanuova durante il XVI secolo sul sito dove esistevano un piccolo oratorio dei Disciplini ed un altro piccolo edificio sacro intitolato a Santa Maria del Suffragio.
Parte della struttura dell'edificio moderno conserva tracce della chiesa primitiva. Nella prima cappella destra gli affreschi della parete riportano la data 1522 in numerazione romana e rappresentano una pala d'altare con Santa Caterina affiancata da Santa Lucia e Santa Apollonia.
Nel 1534 papa Paolo III elevò la chiesa a dignità di collegiata.

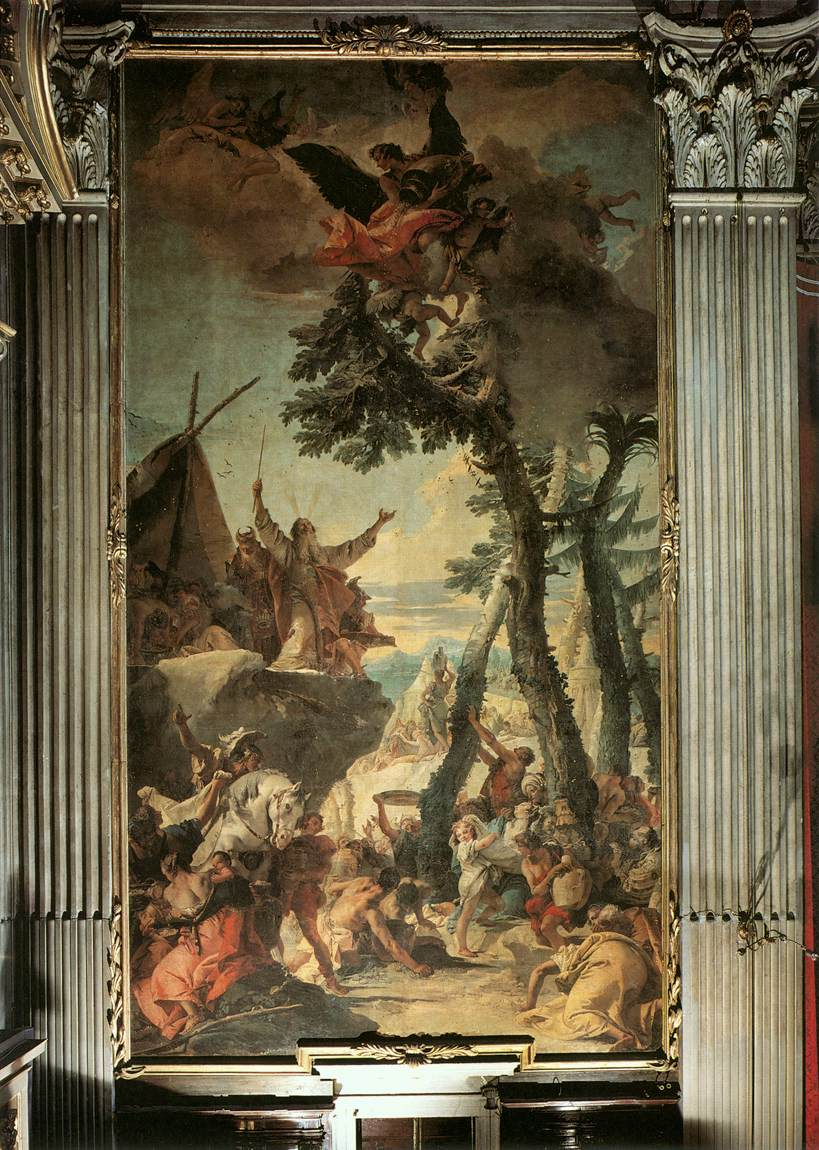
Giambattista Tiepolo, la Raccolta della manna.

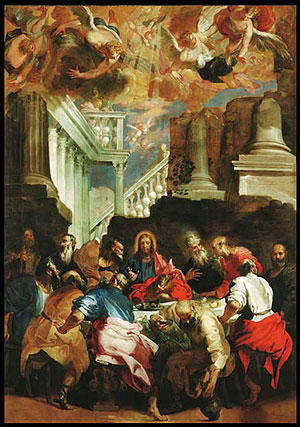
Francesco Maffei, Ultima cena

La posa della prima pietra del nuovo edificio avvenne nel 1633 alla presenza delle personalità religiose e civili, e tra queste i conti Gambara. Tale iniziativa fu in parte l'adempimento di un voto espresso pochi anni prima in occasione dell'epidemia di peste che colpì i territori vicini e rispettò anche le indicazioni pressanti del cardinale Carlo Borromeo che erano state esternate nel corso di una visita pastorale nel 1580. Già in tale occasione l'edificio preesistente era stato giudicato non più adatto alle necessità dei fedeli e non sufficientemente decoroso per la prepositura.
La solenne consacrazione venne celebrata dal vescovo di Treviso Marco Morosini nel 1647 e a ricordo dell'evento nella sacrestia venne murata una lapide. 
Nel 1683 la parte presbiteriale venne delimitata con preziose balaustre in marmo policromo.
Nel 1832, nel presbiterio, venne posto il nuovo altar maggiore in marmo dalle tonalità verdi e nel secolo successivo l'interno venne arricchito di decorazioni molto elaborate che richiesero l'impegno di numerosi artisti come i fratelli Cominelli di Manerbio, Roberto Galperti e Benedetto Lò da Verona e Gaetano Cresseri da Brescia.
La torre campanaria venne eretta nel 1909, vicina al vecchio edificio della parrocchiale. Venne elevata alla dignità di basilica romana minore nel 1971 da papa Paolo VI.

## Descrizione
La facciata non è stata completata, ed ha un aspetto classicheggiante con un importante portale architravato e un grande frontone triangolare. Le due torri campanarie sono poste ai lati.
L'interno è a navata unica con pianta a croce latina e transetti arricchiti, come la navata, di altari e cappelle.
Sopra il portale principale Crocifissione, di Ludovico Gallina. Sul primo altare a destra Angelo custode di Francesco Maffei, sul secondo San Francesco Saverio di Pietro Ricchi, sul terzo La caduta dei progenitori, sempre di Ricchi. Nel transetto destro Madonna e santi di Giovan Battista Trotti e ai lati Assunta e Natività di San Lorenzo di Andrea Celesti. Nel transetto sinistro Ultima cena di Maffei e, ai lati, Caduta della manna e Sacrificio di Melchisedec di Giambattista Tiepolo. Il Tiepolo eseguì tali opere non sul posto ma probabilmente a Venezia in un periodo compreso tra il 1735 ed il 1740, e furono poi spedite arrotolate su barche fino al porto di Pontevico, risalendo i fiumi Po ed Oglio. Negli altri tre altari a sinistra della navata Madonna e santi di Pietro Liberi, Pietà, di Andrea Mainardi e Sante di Giulio Girelli.
Dietro l'altare maggiore Martirio di san Lorenzo di Celesti, che ha dipinto anche parte del coro.